# Лавце
Вижте пояснителната страница за други значения на Лавци.
Лавце или Лавци или книжовно Лахци/Лахце (на македонска литературна норма: Лавце; на албански: Llavci) е село в Северна Македония, в община Тетово.

## География
Селото е разположено в областта Долни Полог, в източните склонове на Шар на един километър северозападно от град Тетово.

## История
В края на XIX век Лавце е българско село в Тетовска каза на Османската империя.
Андрей Стоянов, учителствал в Тетово от 1886 до 1894 година, пише за селото:
| „ | С. Ласце (Лахце) – расположено е на върха на могилата „Баль Тепе“, надъ самото Тетово, на разстояние 3/4 часа отъ града. Пѫтя за това село върви прѣзъ тетовскитѣ лозя; той е стръменъ (риденъ) и неправъ, и не се върви по него съ кола. Въ това селце има всичко 16 прости, покрити съ слама български кѫщи. Въ околностьта му има развалини на единъ монастиръ и една църква, името на монастиря било Св. Атанасъ; на развалинитѣ на този монастиръ селенитѣ се събиратъ всѣка година на 18 януарий (зимний св. Атанасъ) и празднуватъ твърдѣ тържественно, като колятъ курбанъ по 1—2 овна, съ месото на които гощаватъ и себе си и гоститѣ си отъ другитѣ села. С. Ласче е чифликъ. Поминъка на селенитѣ е земледѣлието и отчасти скотовъдството; нѣколко души ходятъ да търсятъ прехраната си въ чужбина. Десетина минути отъ Ласце, на самия върхъ на Балъ Тепе, има развалини отъ крѣпость, правена отъ тетовския мутесарифъ Абдулъ Рахманъ паша прѣди 80 години. На тая крѣпость сѫ работили въ продължение на 20 години и на времето тя е била чудесна. Разсипванието на крѣпостьта послѣдвало веднага подиръ направванието и́, защото тогава Абдулъ Рахманъ паша билъ повиканъ въ Цариградъ, отъ дѣто не се върналъ въ Тетово. Днесъ това мѣсто е извѣстно тука подъ име „калето“ и вѫтрѣ въ него сѫ развалинитѣ на монастира Св. Атанасий. | “ |

Според статистиката на Васил Кънчов („Македония. Етнография и статистика“) от 1900 година Лахце е село, населявано от 85 жители българи християни.
На Етнографската карта на Битолския вилает на Картографския институт в София от 1901 година Лахци е смесено село българи, албанци и власи в Битолската каза на Битолския санджак с 24 къщи.
Цялото население на селото е под върховенството на Българската екзархия. По данни на секретаря на екзархията Димитър Мишев („La Macédoine et sa Population Chrétienne“) в 1905 година в Лахце има 72 българи екзархисти.
При избухването на Балканската война в 1912 година 2 души от селото са доброволци в Македоно-одринското опълчение.
Според Афанасий Селишчев в 1929 година Лахце е село в Селечка община с център в Шипковица и има 8 къщи с 65 жители българи.
Според преброяването от 2002 година селото има 298 жители.
| Националност     | Всичко |
| северномакедонци | 2      |
| албанци          | 296    |
| турци            | 0      |
| роми             | 0      |
| власи            | 0      |
| сърби            | 0      |
| бошняци          | 0      |
| други            | 0      |

## Личности
Родени в Лавце
- Георги Ананчев Ангелов, македоно-одрински опълченец, 18-годишен, 1 рота на 2 скопска дружина, убит на 26 януари 1913 година в Боя при Шаркьой[9]